# Chorisminezuur
Chorisminezuur (in anionische vorm chorismaat) is een belangrijke intermediaire stof in de biosynthese in planten en micro-organismen (schimmels en bacteriën). 
De naam chorismaat is afgeleid van het Griekse chorizo (χωρίζω), wat "scheiden" of "uiteengaan" betekent. Dit slaat op de plaats die chorismaat inneemt in de shikimaatbiosynthese. Shikimaat wordt omgezet in chorismaat, en dat is een vertakkingspunt in de route. Verschillende enzymen zetten chorismaat om in andere metabolieten. Chorismaat is zo de precursor van onder meer:
- aromatische aminozuren tyrosine, tryptofaan en fenylalanine
- folaten
- vitamine K2 (menachinon)
- enterobactine, een siderofoor dat door enterobacteriën wordt aangemaakt
- 4-aminobenzoëzuur of PABA, een bouwsteen van foliumzuur in bacteriën
- aromatische alkaloïden en metabolieten

Met fermentatie van recombinante bacteriën (bijvoorbeeld E. coli), waarin de activiteit van bepaalde enzyme(n) is verhoogd en die van andere uitgeschakeld, kan men welbepaalde metabolieten van chorismaat produceren met een goede opbrengst. Deze zijn optisch zuivere chirale verbindingen die men kan gebruiken voor de synthese van nieuwe, niet in de natuur voorkomende, bioactieve stoffen.